# اکتینین
اکتینین (انگلیسی: Actinin) یک ریزرشته پروتئینی است. اکتینین آلفا ۱ برای اتصال اکتین به سارکومر در ماهیچه‌های اسکلتی و به «اجسام متراکم» در ماهیچه‌های صاف ضروری است. این مولکول یک دوپار پروتئینی غیر‌موازی است که رشته‌های نازک را در جوار سارکومر به هم متصل می‌کند و در نتیجه انقباض‌های میان سارکومرها و محور افقی را هماهنگ می‌نماید.
آلفا اکتینین‌های غیر سارکومری توسط ژن‌های ACTN1 و ACTN4 کدگذاری می‌شوند و به‌میزان فراوانی بیان می‌گردند. ACTN2 در ماهیچه‌های اسکلتی و قلبی مشاهده می‌شود و ACTN3 تنها در ماهیچه‌های اسکلتی یافت می‌شود. هر دو سوی دایمرهای آلفا اکتینین حاوی دومین‌های متصل‌شونده به اکتین هستند.
جهش در ژن ACTN4 ممکن است منجر به نوعی بیماری کلیوی به نام «گلومرولونفروز موضعی ناحیه‌ای» (FSGS) گردد.